# هوسينكان سيليل
هوسينكان سيليل (بالصينية: 侯赛因江) (ولد في 1 مارس 1969) هو مسلم أويغوري يحمل الجنسية الصينية والكندية، وقيادي في الحزب الإسلامي التركستاني، كان موضوع قضيته مثيرًا للجدل المحكمة، ففي عام 2006 اعتقل في أوزبكستان، وتم تسليمه إلى الصين بالرغم من اعتراضات من الحكومة الكندية، وحكم عليه بالسجن مدى الحياة في السجن بتهمة الإرهاب.

## وصلات خارجية
- جميع الأخبار عن الأويغور وتركستان الشرقية
- 10مارس 2008، رسالة من السجن